# إيلير ديبرا
إيلير ديبرا (بالألبانية: Ilir Dibra‏) هو لاعب كرة قدم ألباني في مركز الدفاع، ولد في 16 أغسطس 1977 في إشقودرة في ألبانيا. شارك مع منتخب ألبانيا لكرة القدم. أما مع النوادي، فقد لعب مع نادي تيوتا دورس ونادي فلازنيا إشقودرة ونادي فلامورتاري فلوره ونادي لوشنيا.

## وصلات خارجية
- إيلير ديبرا على موقع قاعدة بيانات كرة القدم.إي يو (الإنجليزية)
- إيلير ديبرا على موقع ناشيونال فوتبول تيمز (الإنجليزية)